# Huilly-sur-Seille
Huilly-sur-Seille är en kommun i departementet Saône-et-Loire i regionen Bourgogne-Franche-Comté i östra Frankrike. Kommunen ligger i kantonen Cuisery som tillhör arrondissementet Louhans. År 2022 hade Huilly-sur-Seille 352 invånare.

## Befolkningsutveckling
Antalet invånare i kommunen Huilly-sur-Seille
| Referens: INSEE |